# 尚州警察署
尚州警察署（サンジュけいさつしょ）は、慶北地方警察庁所管の警察署である。

## 管轄区域
- 尚州市

## 沿革
- 1945年10月21日 - 開署
- 1991年7月1日 - 現在の庁舎が完成

## 組織
- 警務課
- 生活安全課
- 捜査課
- 警備交通課
- 情報保安課

## 管轄派出所
- 東門派出所
- 中央派出所
- 恭倹派出所
- 功城派出所
- 洛東派出所
- 牟東派出所
- 沙伐派出所
- 銀尺派出所
- 青里派出所
- 咸昌派出所
- 化東派出所
- 化西派出所
- 化北派出所